# Oxycnemis adusta
Oxycnemis adusta là một loài bướm đêm trong họ Noctuidae.